# Paramorphisme
Le paramorphisme (du Grec: παρά- = vers le haut; morphisme = forme) est un concept de la programmation fonctionnelle fondé sur la théorie des catégories.  C'est une extension de la notion de catamorphisme,.